# Université d’Avignon et des Pays de Vaucluse
Université d’Avignon et des Pays de Vaucluse – francuski uniwersytet publiczny mający swoją siedzibę w mieście Awinion. Uczelnia należy do Akademii Marsylskiej.
Obecnie na uniwersytecie studiuje ponad 8000 studentów wszystkich wydziałów oraz kierunków.

## Historia
Pierwszy uniwersytet w Awinionie został założony w 1303. Pieniądze, które posłużyły budowie uniwersytet pochodziły od ówczesnego papieża Bonifacego VIII. W ówczesnych latach szkoła posiadała wydziały medycyny, matematyki oraz teologii.
W 1793 w czasie trwania rewolucji francuskiej uniwersytet został zamknięty, a następnie częściowo zniszczony.
W 1963 część pozostałych wydziałów uniwersytetu została przekształcona na kampus dla Université d’Aix-Marseille I. W 1972 roku uniwersytet otrzymał częściową niezależność, a w 1984 roku całkowicie uniezależnił się od Aix-Marseille I, stając się w pełni samodzielną i niezależną uczelnią.

## Wydziały

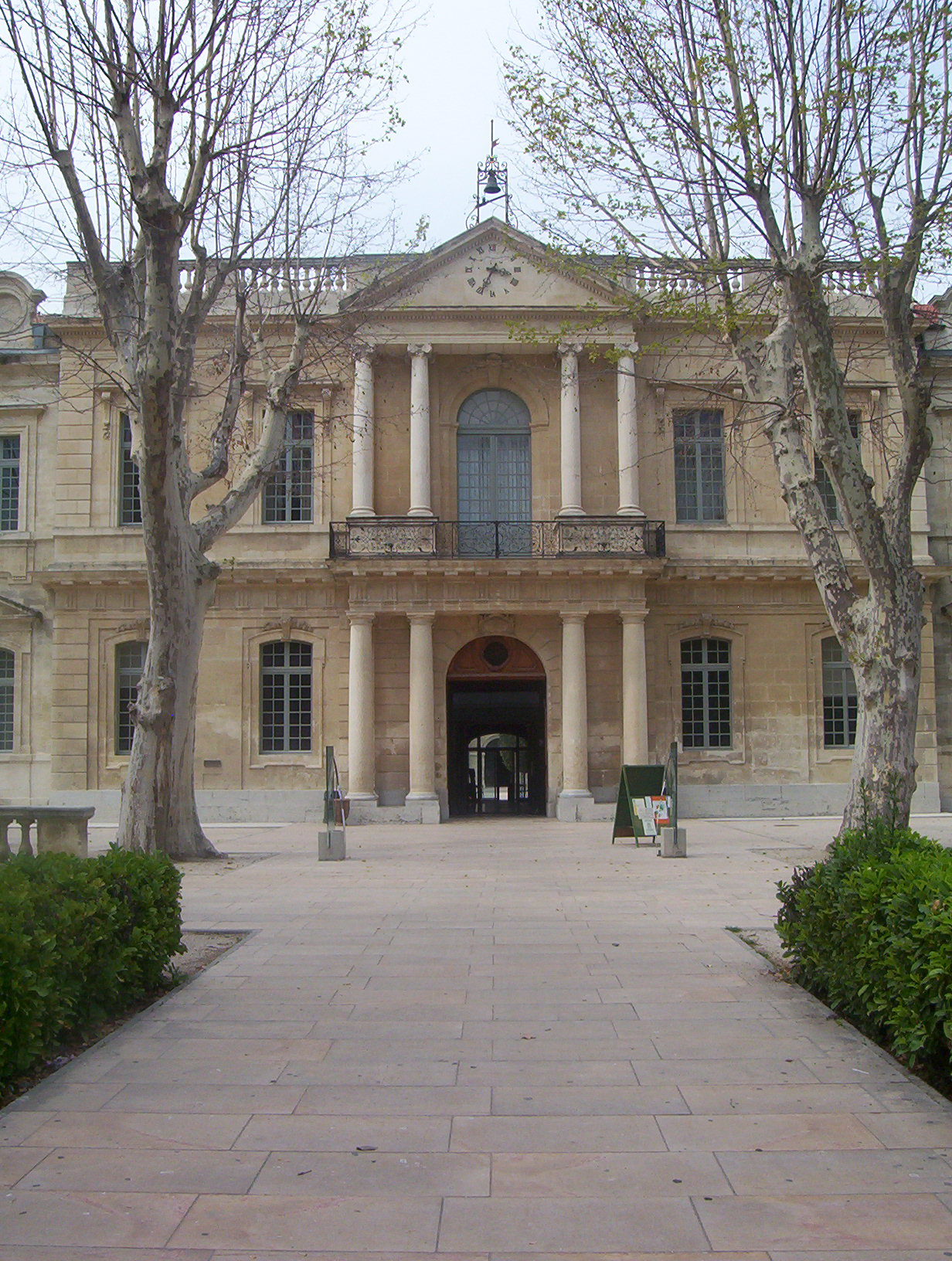
Główny budynek uniwersytetu

Uniwersytet jest podzielony na następujące wydziały i departamenty:
- Wydział Filozofii
- Wydział Kulturoznawstwa oraz Komunikacji
- Wydział Chemii
- Wydział Historii
- Wydział Hydrobiologii
- Wydział Informatyki
- Wydział Marketingu i Zarządzania